# Шоста холерна пандемія
Шоста холерна пандемія (також VI пандемія холери, англ. sixth cholera pandemic, англ. 1899–1923 cholera pandemic) — історично шосте поширення холери за межі традиційного її локалізації в Індії, яке відбулося упродовж 1899—1923 років.

## Поширення пандемії
Знову з'явилася з Індії й тривала довше всіх інших до неї. Охопила всі континенти, за винятком Антарктиди. До 1905 року збудником холери вважали тільки класичний холерний вібріон. Однак у 1905 році німецький бактеріолог Фелікс Готшліх на карантинній станції Ель-Тор Синайського півострова з кишечника прочан, що поверталися з Мекки і померли від діареї, виділив ще одного вібріона, який і дістав свою назву від самої станції. Сам вчений помилково визнавав виділений ним мікроб нешкідливим, хоча на острові Сулавесі у 1937—1938 рр. виникла велика епідемія, яка супроводжувалася 70 % летальністю і була породжена V. cholerae біовар El Tor. Однак більшість науковців продовжували підтримувати хибну думку Готшліха про нешкідливість цього біотипу аж до 1961 року.
В Україні спочатку пандемії були лише поодинокі випадки захворювань. Однак 1907 року хвороба поширилася в басейні Дніпра, досягла апогею 1910 року. Згодом поширеність значно послабшала (1912 року в Одесі було лише 9 випадків захворювань), але 1913 року стався новий вибух холери, головним чином в Подільській губернії — 1 600 захворювань. З початком Першої світової війни (1914 рік) холера поширилася в російській армії, переважно на Південно-західному фронті: 7 700 захворювань, серед цивільного населення до 1 800. 1915 року зафіксовано 11 400 випадків в армії й десятки тисяч серед цивільного населення. У наступні два роки епідемія значно зменшилася, але 1918 року через інтенсивні переміщення біженців, демобілізованих та військовополонених, а потім через громадянську війну стався новий великий спалах холери.
У 1918 році холера була завезена в Одесу. Вона проникла двома шляхами. У першому випадку з Новоросійська прибув пароплав, про який знали карантинні служби, тому його пасажири і члени команди були ізольовані, серед них були знайдені хворі та носії вібріонів. Завдяки цьому в даній ситуації вдалося уникнути занесення, але в другому випадку баржа з людьми, яка нелегально проникла з того ж Новоросійська, зрештою завезла холеру. Адже про неї карантинні чиновники не знали і відповідно спостереження не встановили, в зв'язку з чим стався спалах з ураженням більше 200 чоловік. Вона поширилася по всій Україні. Летальність від холери була дуже високою; наприклад, в Одесі 1918 року — 55,8 %, 1919 р. — 47,2 %, 1920 р. — 65,0 %, 1921 — 48,8 %. Найбільша смертність була серед молодих та найстарших груп хворих. Після закінчення громадянської війни було розпочато енергійну боротьбу проти холери, у результаті холеру на 1926 рік на всій території СРСР було остаточно ліквідовано. Всього ж у Російській імперії та СРСР за 1823—1925 роки було зареєстровано 55 «холерних» років зі смертю за цей час 2 300 000 жителів.
Надалі, завдяки прийняттю міжнародних карантинних законів і заходів, холера вже набула характеру окремих заносів з Індії, які не отримували широкого поширення в світі.